# Vicús-Kultur
Die Vicús-Kultur (benannt nach einer kleinen Ortschaft in Nord-Peru, ungefähr 40 km westlich von Piura), gehörte einem archäologisch noch schlecht datierten Zeitabschnitt an, ca. vom 5. Jahrhundert v. Chr. bis zum 6. Jahrhundert n. Chr. Sie gehört zu den sogenannten klassischen Präkolumbischen Kulturen, deren Zentrum offenbar die hohen Täler Piuras waren, die sich jedoch wahrscheinlich nach Norden ausbreiteten, bis zum heutigen südlichen Ecuador, und nach Süden bis zum Lambayeque-Tal.

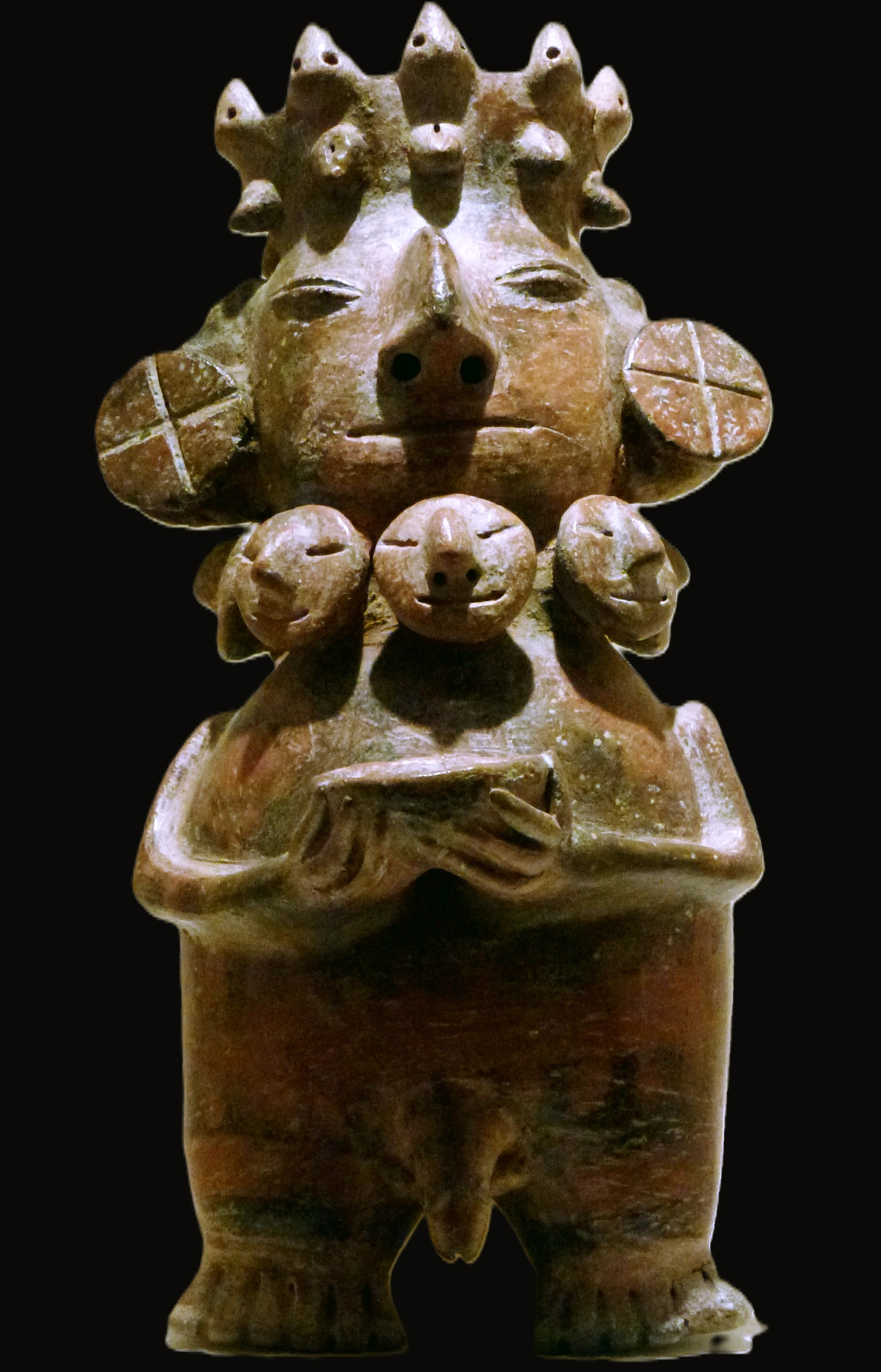
Lima.- Vicus-Töpferei im Museum Larco (ML031834)

## Vicús-Kunst
Die Reichtümer und Vielseitigkeit der Vicús-Kunst, die erst während der Plünderung hunderter von Gräber um das Jahr 1960 entdeckt wurde, weisen auf zwei verschiedene Ursprünge hin: der eine möglicherweise aus Ecuador, der andere lokal. In der Tat gibt es in der Vicús-Keramik zwei traditionelle Stile, die, obwohl beide das gleiche Begräbniskonzept repräsentieren, völlig unterschiedlich sind.
• Der eine, Vicús-Vicús, ähnlich dem ecuadorianischen Stil, fällt auf durch ungeschliffene Keramik, oder die Abwesenheit von Größenverhältnissen in der Abbildung von Menschen oder Tieren, die Geringachtung natürlicher Formen, oft durch schlichte Formen und  Ausarbeitung: Man findet vorwiegend eine grobe Gestaltung von Menschen oder Tieren, geschmückt von Rauch, der mit weißer Farbe zur Geltung  gebracht wird.
• Der andere, Vicús-Moche, zeigt eine Ausführung und Formen, die direkt aus der Mochica-Kultur zu kommen scheinen. Nach dem peruanische Archäologen Luis Guillermo Lumbreras, waren die Mochicas sozial und politisch fortgeschritten und hätten das Volk von Vicús  unterwerfen und ihnen ihren künstlerisches Stil aufdrängen können. Die Vicús-Region war jahrhundertelang ein wichtiger Tauschplatz zwischen Nord-Peru und Süd-Ecuador, und sogar Süd-Kolumbien. Diese vielfältige Kultur zeichnet sich in der Metallurgie aus, z. B. in der Bearbeitung von Kupfer, arsenhaltiger Bronze und Gold-Kupfer-Verbindungen, wobei unzählige Formen bearbeitet wurden, in den angewandten Techniken sowie Formen und durch den Einfluss verschiedener meridionaler oder nördlicher Stile.